# Königsweg (Berlin, Bezirk Steglitz-Zehlendorf)

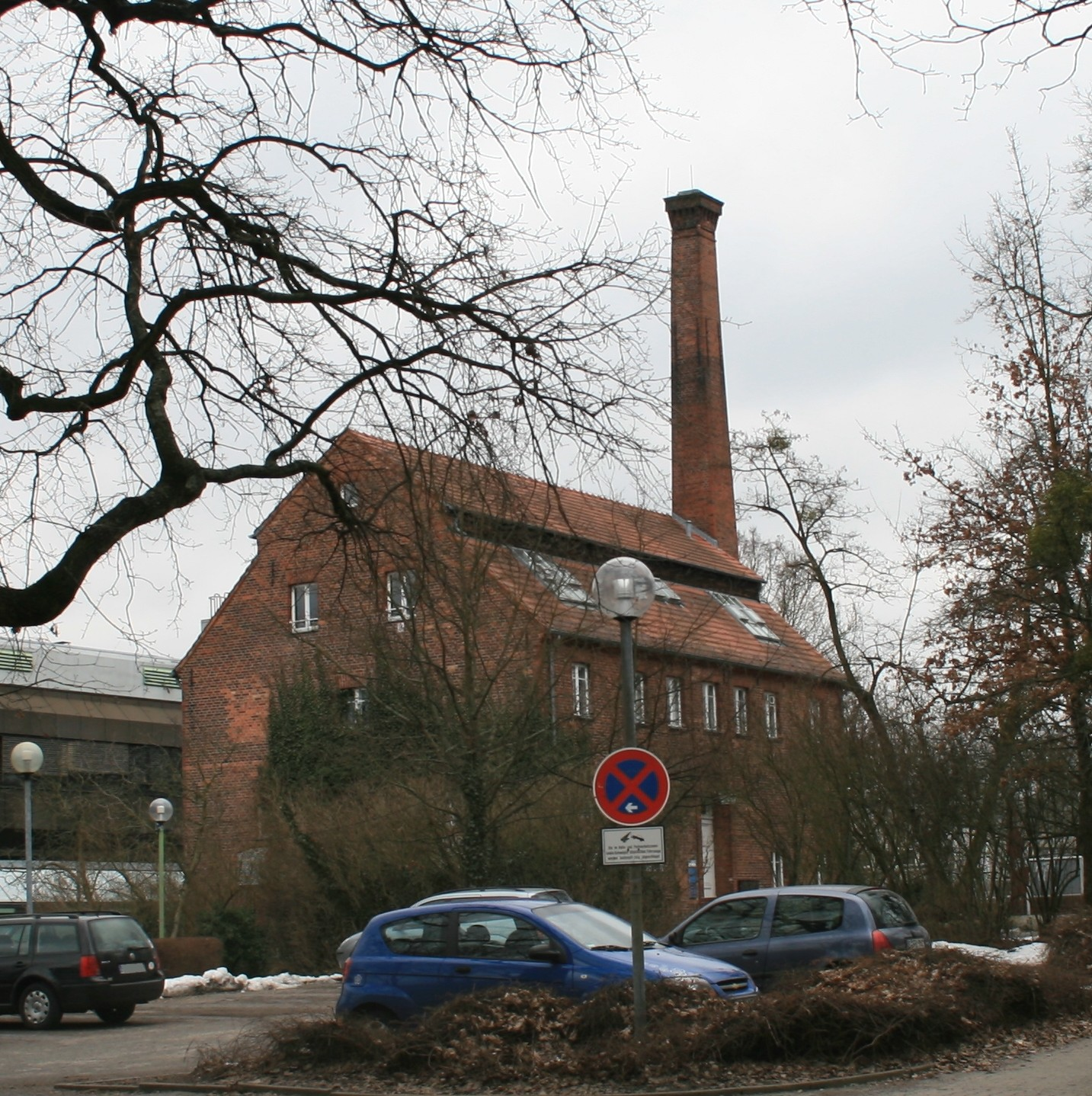
Königsweg 50: Brennerei des Rittergutes Düppel

Der Königsweg (ⓘ) ist ein Verkehrsweg in den Berliner Ortsteilen Zehlendorf, Nikolassee und Wannsee. Außer einigen Straßenabschnitten ist es meist ein Wald- und Schotterweg.

## Geschichte
Im Jahr 1730 wurde er auf Anordnung von König Friedrich Wilhelm I. als Schnellweg  angelegt. Der Name geht darauf zurück, dass die Verbindung mit königlichen Geldern gebaut und von ihm selbst als Abkürzungsweg benutzt wurde. Dies stand mit dem gleichzeitigen Ausbau Potsdams als Garnisonstadt des „Soldatenkönigs“ im Zusammenhang. Allerdings wurde der Weg nur rund 30 Jahre als Verbindung von Berlin nach Potsdam genutzt, vornehmlich von Reitern. Fuhrleute mieden ihn, da er als Sandweg durch etliche Senken, u. a. den Tatarengrund, führte und daher aufgrund des Reliefs und der wiederholt notwendigen Sandaufschüttungen in vermoorten Senken nur schwer zu befahren war. Fuhrleute benutzten daher eine Umfahrung, die über Stolpe führte.
Im Adressbuch 1900 ist der Königsweg (für Zehlendorf) ab Königstraße gefolgt von Baustellen mit dem Grundstück 1 des Landschaftsgärtners Hoppe aufgenommen. Im Adressbuch 1914 sind Karten mit dem ‚Königs-Weg‘ im Verlauf durch Zehlendorf und Nikolassee enthalten.

### Verlauf

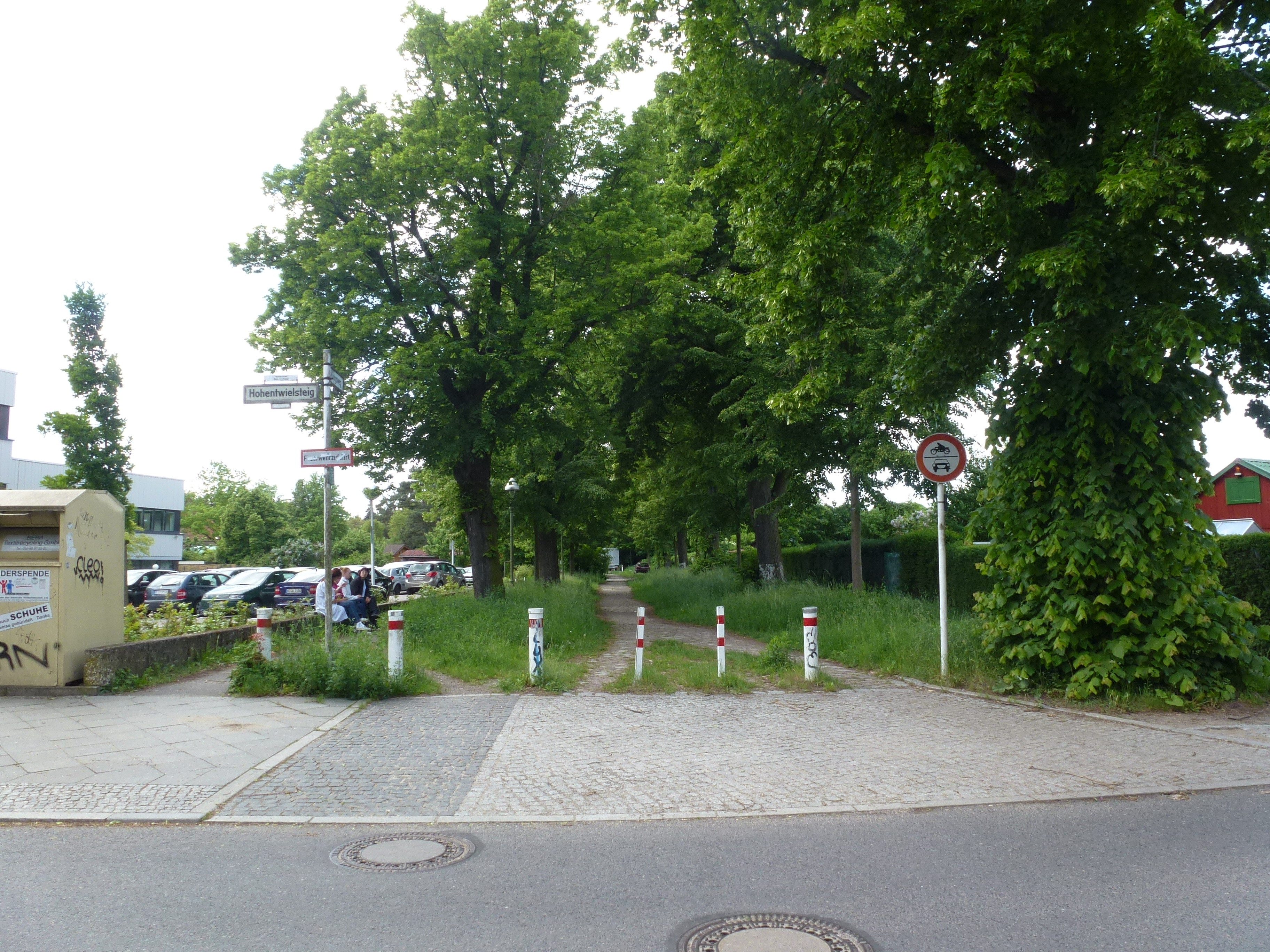
Wechsel der Wegausstattung in Zehlendorf (Hohentwielsteig)

Es handelte sich um einen einfachen Sandweg in der Heinersdorfer Heide, der als geradlinige Schneise durch den Wald (später: Düppeler Forst) geschlagen wurde. Er begann am historischen Ortskern Zehlendorf und führte über Kohlhasenbrück nach Potsdam. Der Streckenabschnitt vom Dorfausgang Zehlendorfs (seit 1920: „Zehlendorf-Eiche“ an der Ecke Potsdamer/Onkel-Tom-Straße) bis zur Brücke der Wannseebahn trägt den Namen „Königstraße“, von dort bis zur Clauertstraße ist es eine unter dem Namen „Königsweg“ gewidmete befahrbare Straße.
Anschließend setzt er sich teils als Waldweg bis zum 1906 angelegten Teltowkanal fort, von dort bis zur Stadtgrenze wieder als gewidmete Straße. Im Stadtgebiet von Potsdam führte er geradlinig zum Stadtzentrum (nach 1960 als Rudolf-Breitscheid-Straße und Babelsberger Straße) und endete an der Langen Brücke.
Von der Königswegbrücke in Richtung Potsdam grenzt der Königsweg für etwa 3 km an Kleinmachnow und markierte damit direkt die Grenze zur DDR.
Parallel und unmittelbar benachbart zum Königsweg wurde 1838 die Stammbahn gebaut, später entstanden in der Nähe des Königswegs die Bahnhöfe Düppel und Griebnitzsee.
Östlich der S-Bahnlinie geht der Königsweg innerhalb von Zehlendorf in die Königstraße über. Letztere führt zum Sderotplatz (Martinkirchstraße und Potsdamer Chaussee). Nach Westen liegt der Königsweg schnurgerade und bildet teilweise die Stadtgrenze.

### Nutzung
Der sandige Königsweg verlor schlagartig an Bedeutung, als 1792 eine Chaussee – also eine einigermaßen befestigte Straße – im Abschnitt von Zehlendorf nach Potsdam fertiggestellt war (Bundesstraße 1 mit einer weiteren Königstraße) und die Glienicker Brücke sowie als neuer Brückenschlag die Wannseebrücke zwischen dem Kleinen und Großen Wannsee errichtet waren. Von den Straßennutzern wurde in Kauf genommen, dass die Fuhrwerke den beschwerlichen Anstieg über den Schäferberg zu nehmen hatten und eine Maut für Brücken und die Chaussee zu zahlen war. Um die Gefällestrecken im Bereich des Schäferberges zu entschärfen, wurde in den 1930er Jahren der heutige Straßeneinschnitt im Zuge von Arbeitsbeschaffungsmaßnahmen angelegt. Die Trasse der alten Chaussee verläuft nun oberhalb der Nordflanke der Straße.

## Straßenverzeichnis
Der Königsweg ist im Berliner Straßenverzeichnis im Bezirk Steglitz-Zehlendorf mit einer Länge von 6382 Meter als gewidmet unter der Straßennummer 2514 geführt. Auf die Ortsteile entfallen 1026 Meter nach Zehlendorf und 3538 Meter auf den Ortsteil Nikolassee, 1816 Meter liegen in Wannsee. Der Verlauf ist durchgehend der RBS-Klasse „STRA“ zugeordnet, wobei diese Vorschriften der Straßenausstattung und Bebauung enthält. Die weiteren Klassierungen geben Auskunft über die verbliebene Nutzung und zum Ausbauzustand des Königswegs. Im Straßenteil des Stadtentwicklungsplans (StEP) sind 180 Meter und nochmals 140 Meter in Wannsee (Ortslage Kohlhasenbrück) als regionale Straßenverbindung aufgenommen, was Ansprüche an das Fachamt im Bezirksamt stellt. Die weiteren Abschnitte bleiben unkategorisiert („V“), unterscheiden sich jedoch nach der Okstraklasse. In Zehlendorf ist der Königsweg als „G“ (Gemeindestraße) ausgewiesen. Im Ortsteil Nikolassee ist er unterteilt in 992 Meter mit „F“ (Forstweg) und 2123 Meter „W“ (Wanderweg), der verbliebene Teil ist als „G“ klassifiziert. In Nikolassee kommen noch die 50 Meter der Königswegbrücke hinzu (Straßennummer: 7316), die in der RBS-Klasse BRUE zudem nach Okstra als „F“ bewertet ist. In Wannsee ist der Abschnitt der Regionalstraße in Kohlhasenbrück und weitere 140 Meter als „G“, 290 Meter als „F“ und 1060 Meter der Klasse „W“ zugeordnet.

## Königswegbrücke

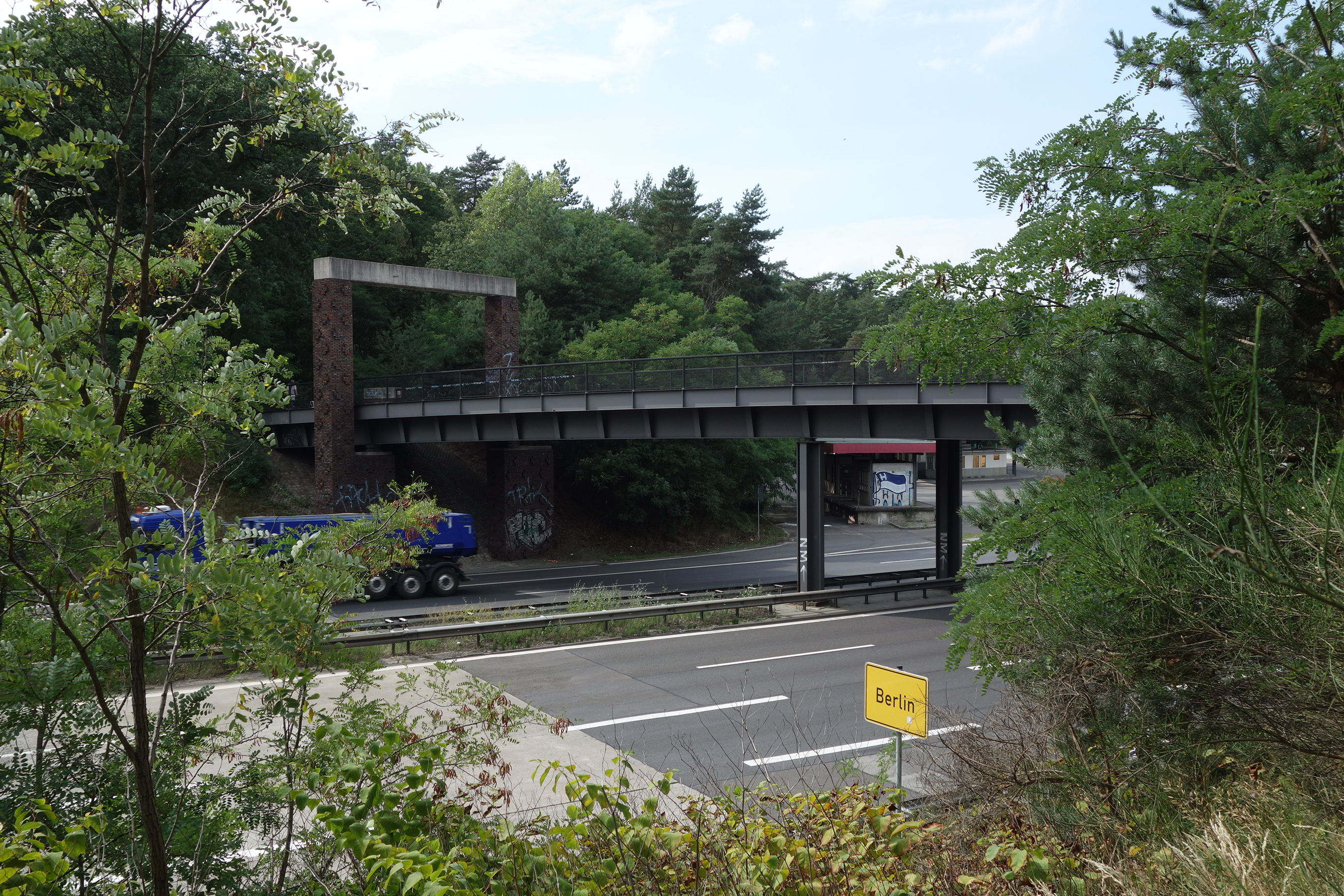
Königswegbrücke über die A 115 an der Stadtgrenze

Die Königswegbrücke führte seit dem Bau des Anschlusses der AVUS an den Berliner Ring den Königsweg über die heutige A 115. Besonderes Interesse an dieser Brücke entstand, als sie aufgrund ihrer Lage im Bereich der Mauerführung zum Beobachtungspunkt für Ost und West wurde. Eine Infotafel zum Berliner Mauerweg an der Königswegbrücke zeigt mehrere Fotos, um die historische Situation in Erinnerung zu rufen.

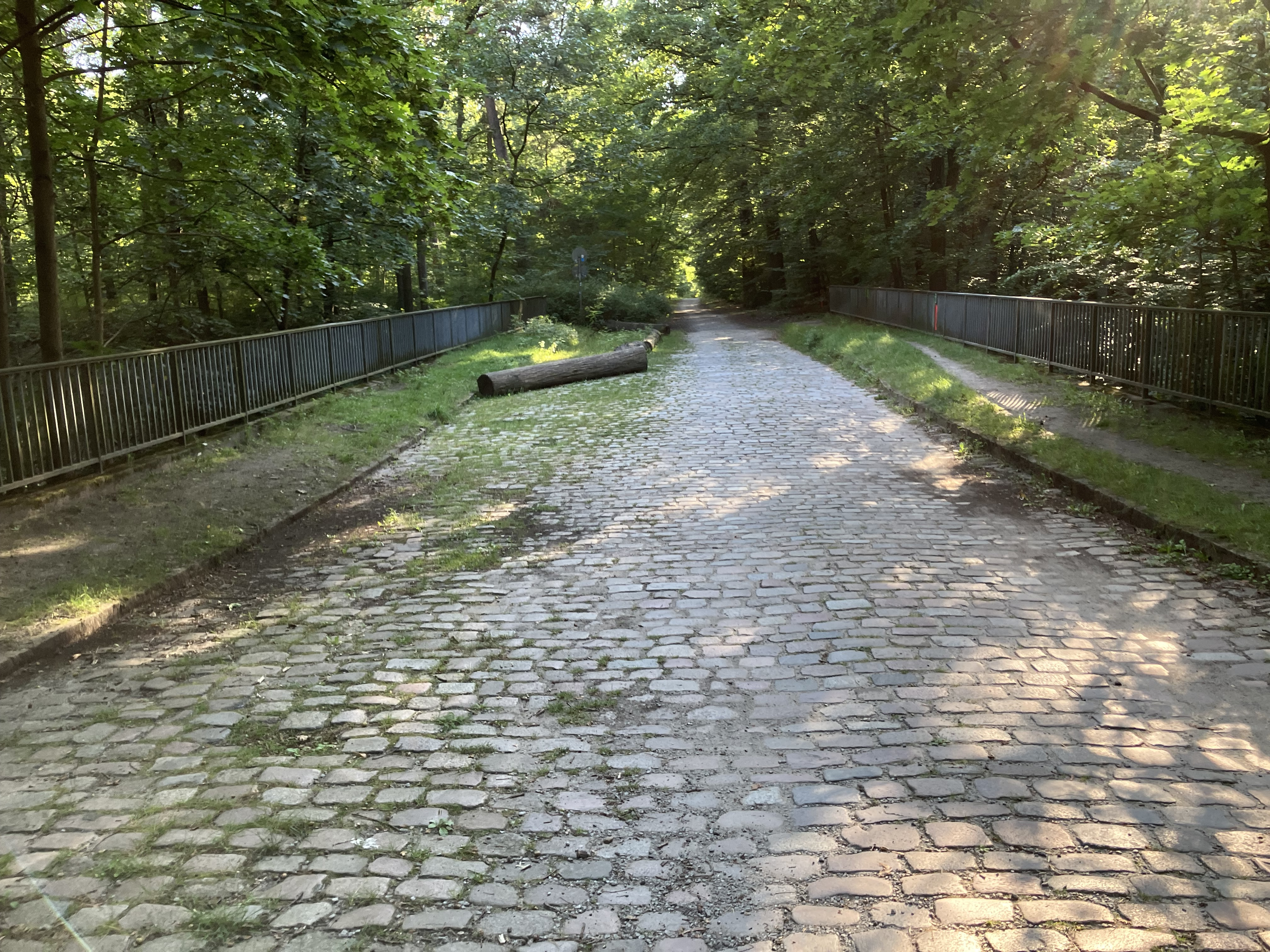
Gepflasterte Brücke über die Friedhofsbahn, 2024

Im weiteren Verlauf überquert der Königsweg im Forst Düppel den S-Bahn-Graben der Friedhofsbahn, die die Bahnhöfe Wannsee und Stahnsdorf bis zum Mauerbau verband. Am Königsweg entlang stand im Bereich der Stadtgrenze ein Metallzaun, der den Weg auf West-Berliner Seite begehbar beließ. Die Mauer selbst stand weiter südlich, sodass Niemandsland bis zur ehemaligen, 1969 aufgelassenen, Trasse der Autobahn nördlich der heutigen A 115 bestand.

## Bebauung der Grundstücke
Nach Postleitzahlbereichen liegt der Königsweg in 14109, 14129 und 14163. Meist liegt die Bebauung durch einen Waldstreifen vom Königsweg getrennt und ist anders adressiert. Ausgenommen sind die an den Straßenabschnitten liegenden Wohnquartiere Königsweg 58–82 (gerade, westlich vom Gut Düppel, Zehlendorf), Königsweg 200–250 (gerade, Nikolassee) zwischen Am Waldhaus und Katteweg. Zudem liegt die KGA ‚Hoppe‘ und der Reitplatz Düppel am Königsweg, an dessen Südseite die Grundstücke 3–53 (ungerade, Wohn- und Gewerbegebäude) und 61–69 (ungerade, Freie Universität, zur Clauertstraße hin) zum Ortsteil Zehlendorf gehören. In Nikolassee grenzen im Süden das Museumsdorf Düppel und das Krumme Fenn, die folgenden Wohnbauten sind zur Lloyd-G.-Wells-Straße adressiert. Der KGA ‚Schlachtensee‘ folgt westwärts der Forst, an der Nordseite 138–142 sind Einrichtungen des Waldfriedhofs Zehlendorf. Westwärts der Autobahnbrücke (Dreilinden) ist der Königsweg für knapp drei Kilometer die Stadtgrenze. Am Stahnsdorfer Damm auf halbem Weg liegt der Wechsel von Nikolassee nach Wannsee.

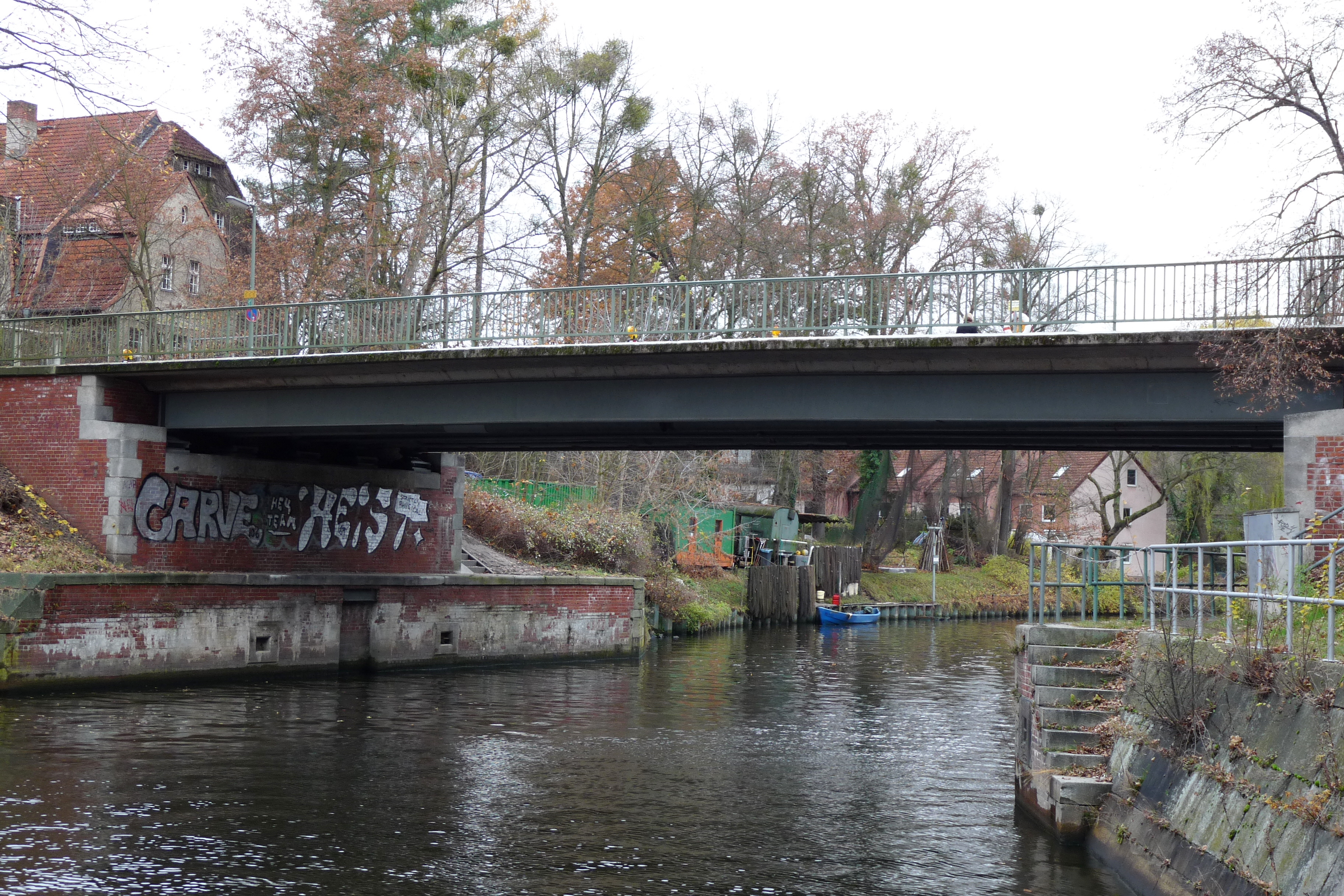
Die Nathanbrücke führt den Königsweg über den Teltowkanal

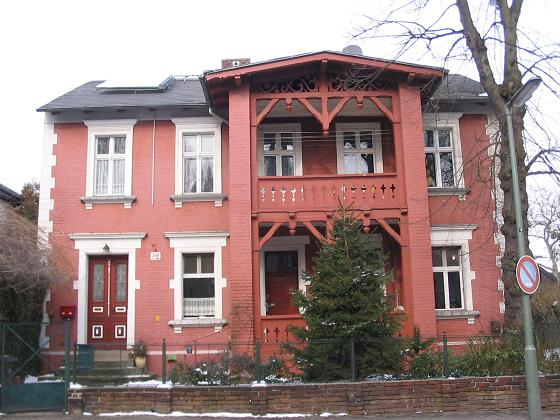
Haus am Königsweg in der Ortslage Kohlhasenbrück. Bis Ende der 1960er Jahre das Kolonialwarengeschäft von Wilhelm Burger.

Die Stadtgrenze weicht in Höhe vom Kurfürstenweg nach Süden ab. Die folgenden 990 Meter des Königswegs vollständig auf Berliner Stadtgebiet durch den Forst enden vor dem Teltowkanal am Parkplatz in der Wannseer Ortslage Kohlhasenbrück. Allerdings wird der Königsweg (seit dem Bau des Teltowkanals) über die Nathanbrücke hinweg geführt. Als regional bedeutsame Straße in gutem Ausbauzustand führt der Königsweg weiter bis zur Bernhard-Beyer-Straße, die neben der Wetzlaer Bahn verläuft und als Straße nach Steinstücken im Straßenbereich zum Stadtgebiet gehört. In entgegengesetzter Richtung ist der Königsweg von der Machnower/Bäkestraße zur Nathanbrücke als Sackgasse markiert. Der Königsweg überquerte ursprünglich die Gleise der Wetzlarer Bahn sowie der Wannseebahn und führte bis an die Potsdam-Babelsberger Rudolf-Breitscheid-Straße und die Berliner Neue Kreisstraße. Mit dem Anschluss des vorher als Berliner Exklave in DDR-Territorium liegenden Steinstücken über eine Straße neben der Bahnlinie 1972 ab der Kurve war der Königsweg ohne Verbindungsbedeutung, zumal der Königsweg mit Führung nach Babelsberg spätestens beim Mauerbau seine weitere Trasse verlor und seither nicht mehr zur Neuen Kreisstraße durchgeführt ist. Die Grundstücke Königsweg 298–332b (gerade) und 301–315 (ungerade) liegen in Kohlhasenbrück, die der Nummer 315 folgende Fläche ist schon brandenburgisch.

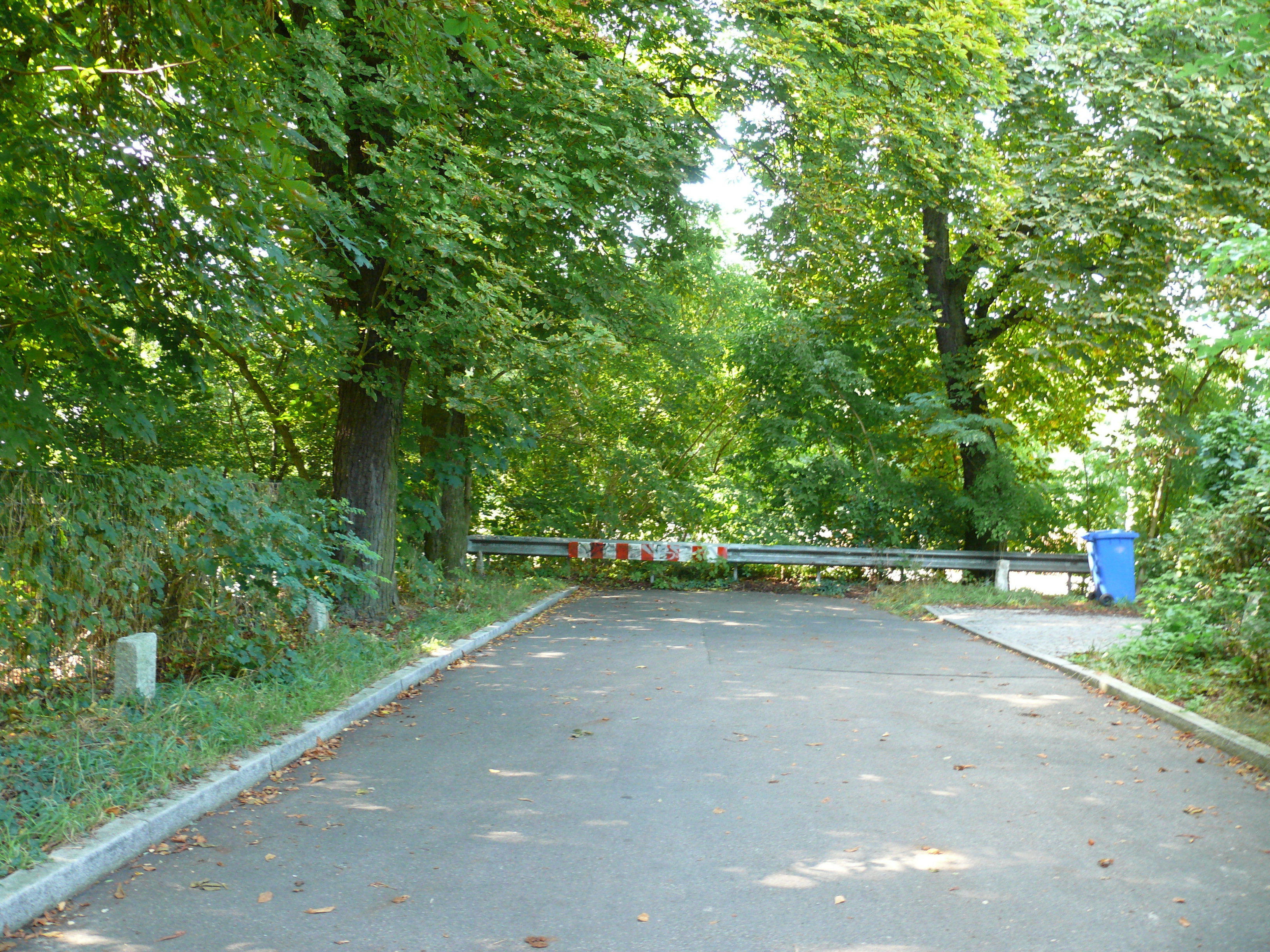
Ende des Königswegs an der Fernbahn in Kohlhasenbrück, vormals im Bereich des Mauerverlaufs

Die Überquerung der Fernbahnstrecke (Wetzlarer Bahn) und der S-Bahn (Wannseebahn) mit dem Straßenland außerhalb Berlins auf Potsdamer Gebiet existiert nicht mehr (dazu siehe Bild „Ende des Königswegs …“). Das an dieser alten Trasse liegende Wohnhaus Königsweg 340 steht in Berlin, jedoch das (nicht ausgebaute) Straßenland würde zu Brandenburg (Potsdamer Stadtgebiet) gehören. Das Haus Königsweg 340 an der Ecke Neue Kreisstraße wurde um Mitte der 1950er Jahre als Neue Kreisstraße 1 adressiert. Der unterbrochene und bestehende Straßenverlauf im Südwesten von Kohlhasenbrück ist ein Überbleibsel aus Zeiten der Berliner Mauer.
Am Königsweg 49/55 (ungerade) und 50 liegt das ehemalige Rittergut Düppel, dessen Grenzen sind im Westen und Nordwesten durch die Clauertstraße und die Lindenthaler Allee, im Norden die Potsdamer Chaussee, im Osten die Wannseebahn und die alte Potsdamer Stammbahn im Süden. Der alte Gutsbereich erstreckt sich auf beiden Seiten des Königswegs. Nach dem Zweiten Weltkrieg ging das Gelände an die Freie Universität über, sodass seit etwa 1970 Institutsneubauten entstanden. Das Ensemble Königsweg 49–55 (ungerade) und 50 des Gutshofs ist als Baudenkmal aufgenommen. Als Einzelobjekte sind in der Liste die Häuser Königsweg 49/55 (Unterkünfte für die ehemaligen Gutsarbeiter und Tagelöhner) gegenüber auf Königsweg 50 die Brennerei des Rittergutes Düppel sowie das Herrenhaus des Rittergutes. Die ziegelsichtige Brennerei ist im Gegensatz zum Herrenhaus ein schmuckloser Industriebau. Erbaut von Bensch 1838 wurde durch Prinz Friedrich Carl von Preußen das Gut 1865 zum Rittergut und ein Gestüt eingerichtet (Ursprung der Veterinärärztlichen Fakultät). Später wurde die SS-Reichs-Reiterführer-Schule eingerichtet. Die Reitanlage befindet sich westlich der neuen Universitätsgebäude.

Bildergalerie
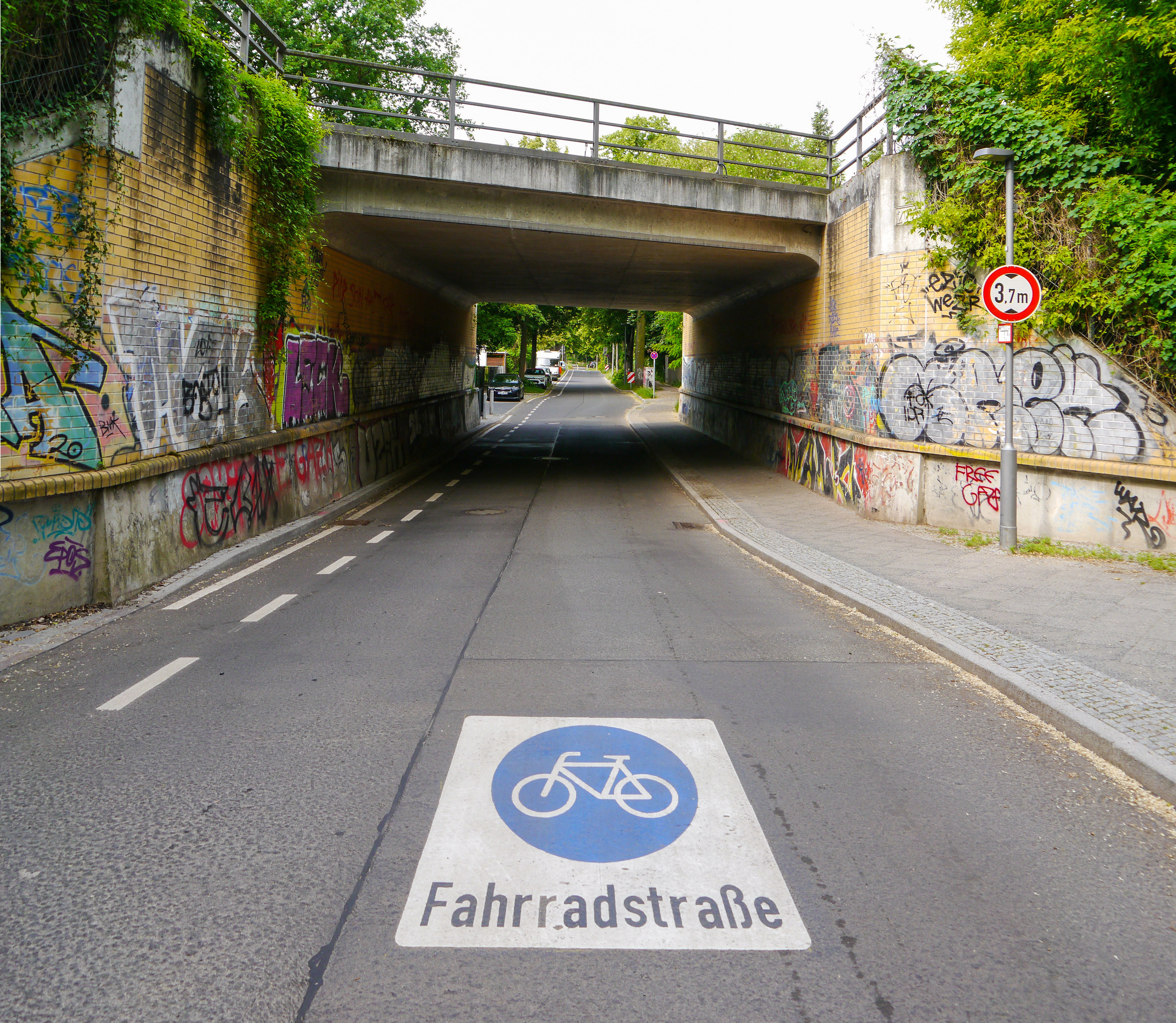
Anfang an der S-Bahn-Brücke
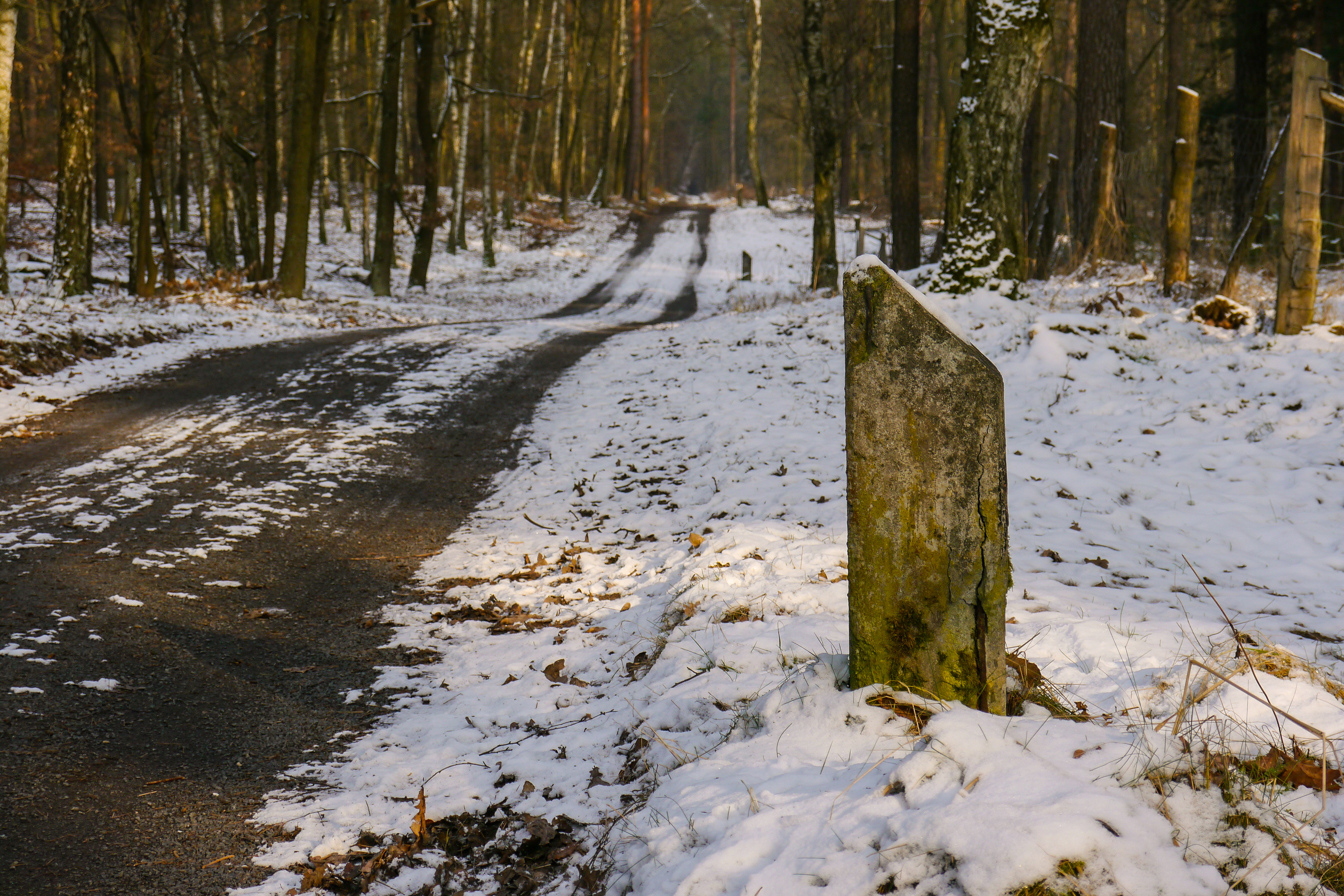
Kleinmachnower Grenzstein
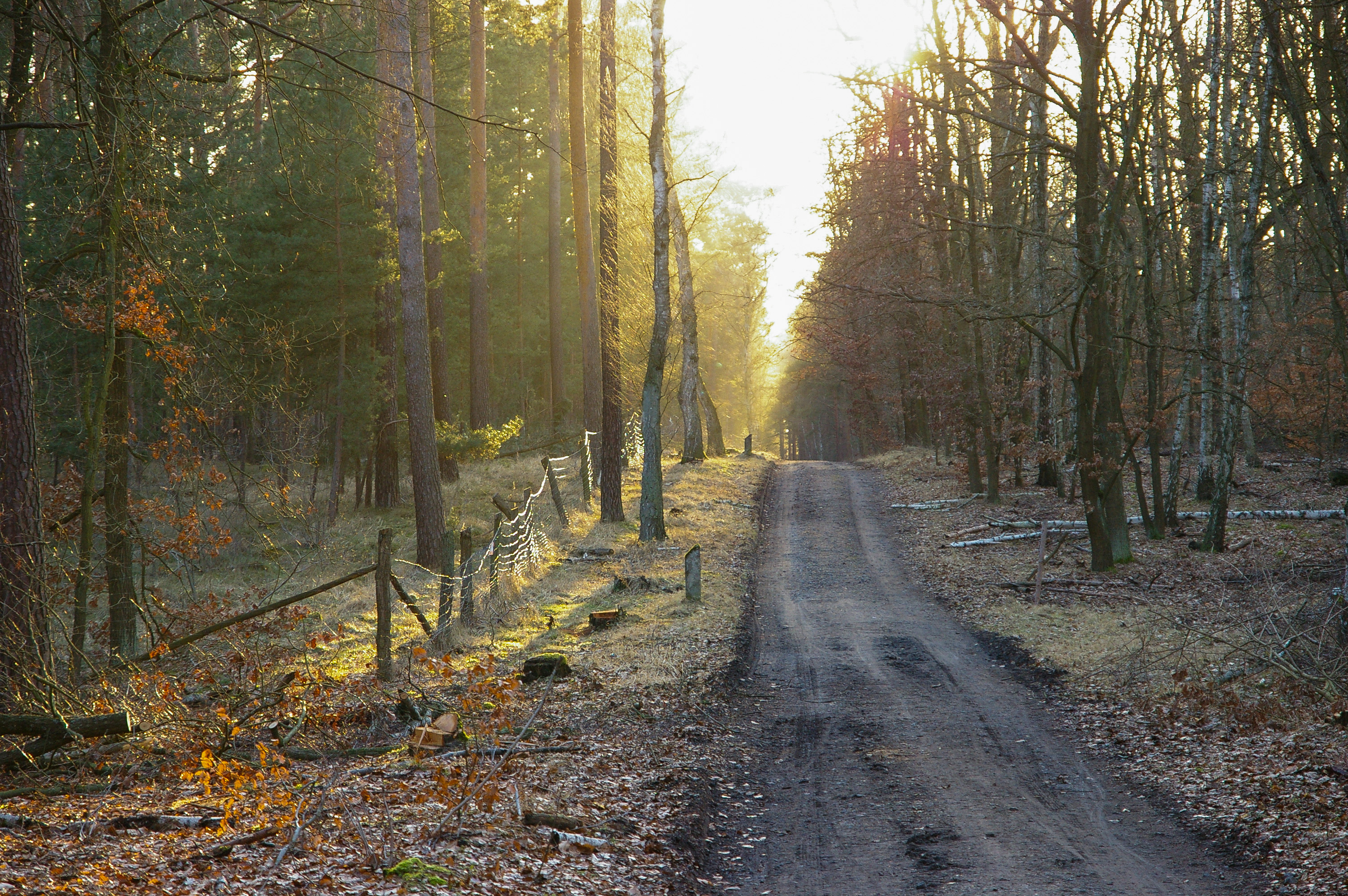
Der Königsweg in der Wintersonne
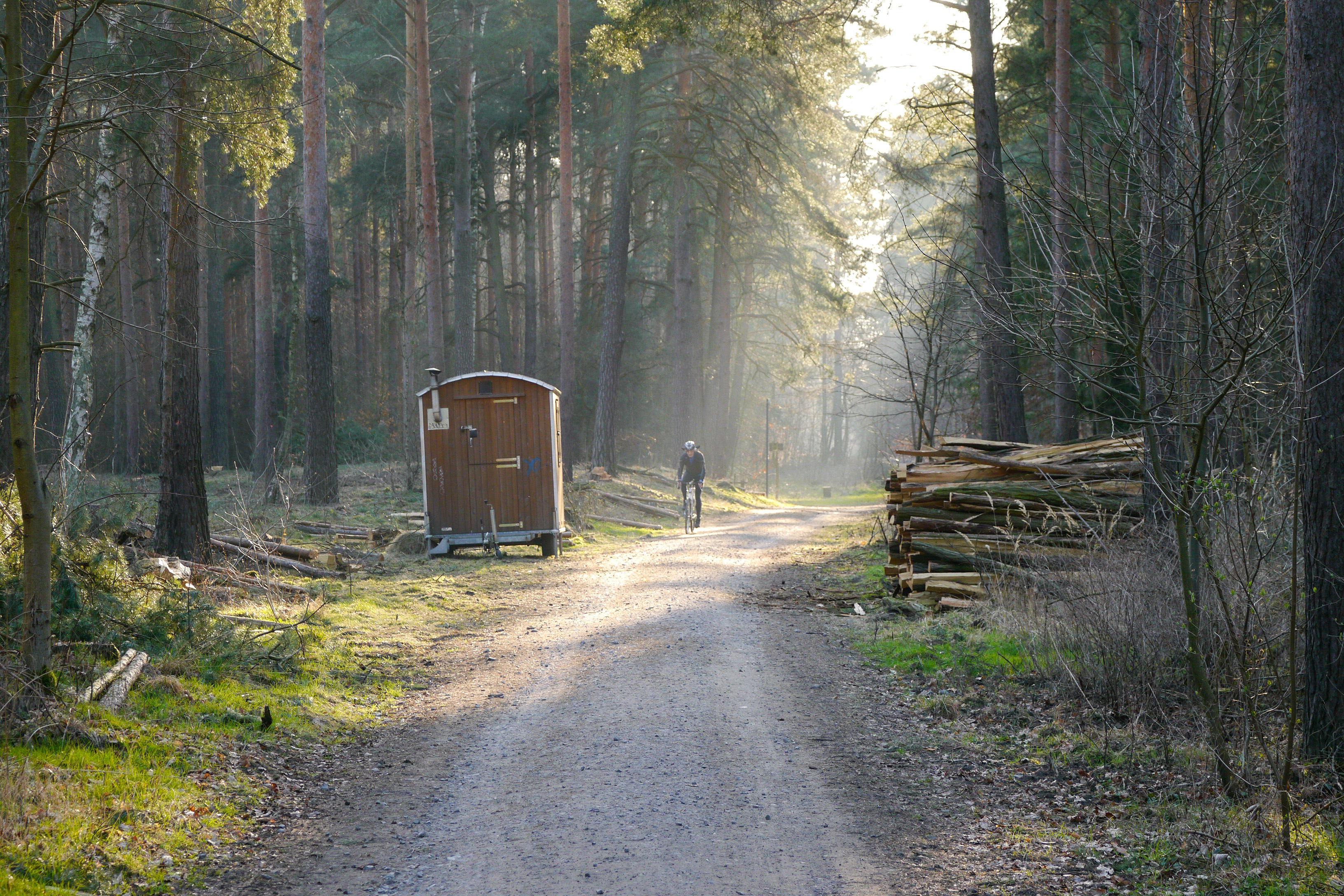
Vor Kohlhasenbrück
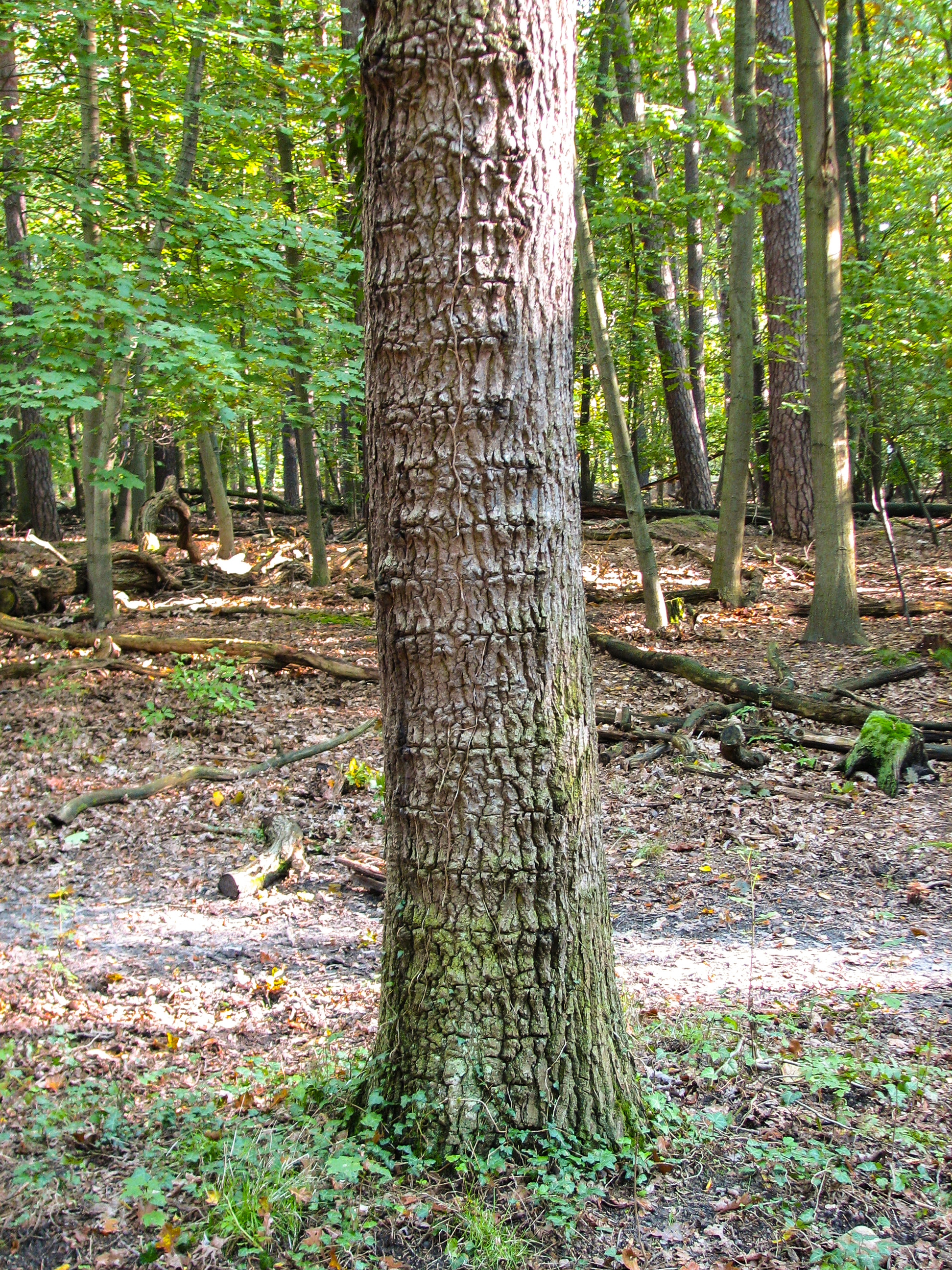
Stacheldrahtspuren an alten Eichen